# Klášter Reichenbach

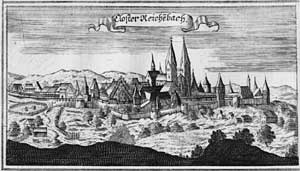
Rytina opatství z „Churbaierische Atlas“ Antona Wilhelma Ertla, 1687

Klášter Reichenbach je původně benediktinský klášter, od konce 19. století klášter hospitálského řádu sv. Jana z Boha ve městě Reichenbach am Regen v řezenské diecézi v Bavorsku.

## Dějiny

### Založení kláštera
Benediktinský klášter, zasvěcený Nanebevzetí Panny Marie, byl založen v roce 1118 markrabětem Děpoltem III. z Vohburgu a jeho matkou Luitgardou, dcerou vévody Bertholda I. Bádenského (z Zährnigenu), manželkou Děpolta II. z Vohburgu (mj. pravděpodobného zakladatele hradu Přimda). Liutgarda se o osadu starala s benediktinskými mnichy z kláštera v Kastlu nedaleko Ambergu. Už v roce 1125 zde byla pohřbena česká kněžna Richenza z Bergu, manželka Vladislava I., která zemřela na cestě do kláštera v Zwiefaltenu. Kostel byl vysvěcen v roce 1135 řezenským biskupem Jindřichem I. z Wolfratshausenu. V roce 1181 klášter vyhořel, ale velmi rychle došlo k jeho obnovení. Dle listin papeže Lucia III. a císaře Fridricha I. byl klášter již v roce 1182 znovu postaven.

### 13. a 14. století
Poté, co zdejší državu získal rod Wittelsbachů v roce 1204, ztratil Reichenbach svůj regionální význam a stal se venkovským klášterem. Opat Fridrich II. Heinrichsreutter byl stoupencem císaře Ludvíka Bavora, od něhož byl v roce 1330 pověřen zřízením kláštera Ettal.

### Gotická stavební fáze
Počátkem 15. století byl klášter pod vlivem benediktinů z Kastlu z velké části přestavěn v gotickém slohu a opevněn. Díky hradbám se klášter v letech 1428 a 1433 ubránil husitům. Až do konce 15. století byly v klášteře pěstovány vědy, zejména matematika a astronomie. Astronomická věž severovýchodně od klášterního kostela je viditelným zbytkem tohoto úsilí. Knihovna obsahovala přes 1000 svazků.

### Zrušení kláštera a přestavba
Klášter byl zrušen v roce 1556 poté, co se falcký kurfiřt Ota Jindřich přiklonil k reformaci. Poslední opat Michael Katzberg se stal luteránem, oženil se a zůstal správcem klášterního majetku. Obrazoborci kolem roku 1570 zničili mnoho uměleckých děl.
Poté, co Maximilian Bavorský v roce 1621 dobyl za Katolickou ligu Horní Falc, došlo v Reichenbachu k rekatolizaci. V roce 1632 zde jezuité zřídili pastorační stanici; obdrželi dvě třetiny příjmů z klášterního majetku, zbylá třetina byla rozdělena mezi biskupy z Řezna, Eichstättu a Ambergu. V letech 1633 a 1641 okupovala klášter švédská vojska, s nimiž přišel opět protestantismus. V roce 1661 se do kláštera vrátili benediktini, kteří v roce 1669 přešli pod správu kláštera sv. Jimrama v Řezně (dnes zámek Thurn-Taxisů).

### Barokní fáze výstavby
Od roku 1695 byl klášter opět samostatným opatstvím. Středověké klášterní budovy včetně kostela byly přestavěny v pozdně barokním slohu. V druhé polovině 18. století se benediktini z Reichenbachu věnovali akademické a literární činnosti.

### Sekularizace a pokus o benediktinskou obnovu

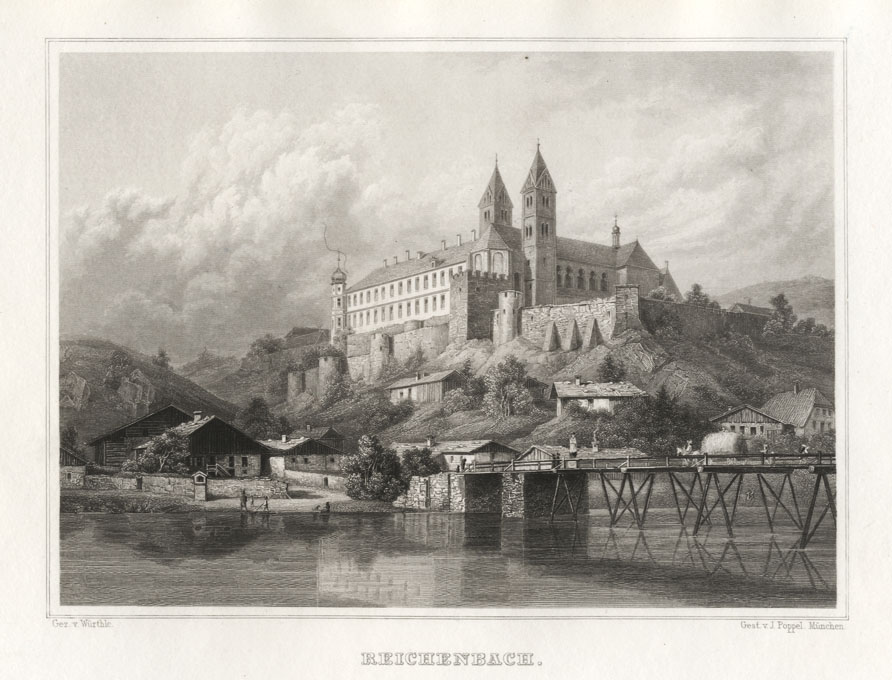

Tyto aktivity skončily druhým zrušením kláštera, ke kterému došlo v roce 1803 v průběhu sekularizace v Bavorsku kvůli placení reparací v rámci napoleonských válek. Od té doby je kostel filiálním kostelem farnosti Walderbach. Klášterní majetek byl zestátněn. Budovy byly vydraženy v roce 1820. Klášterní budovy byly využívány pro různé účely. Heinrich Waffler zde založil v roce 1841 továrnu na kameninu, kterou provozoval až do roku 1863.
Na konci 19. století se do kláštera na několik let vrátili benediktini. V roce 1883 jej koupil vikář Georg Dengler, umělecký poradce řezenské diecéze, a přenechal jej P. Andreasu Amrheinovi z benediktinského kláštera Svatý Jan pod Skalou poblíž Berouna, kde se formovala benediktinská misionářská společenství. Ale již v roce 1887 komunita Reichenbach opustila a založila arciopatství sv. Otilie u obce Eresing nedaleko jezera Ammersee. V roce 1888 klášter opět připadl Georgu Denglerovi a v roce 1890 byl převeden milosrdným bratrům sv. Jana z Boha, kteří zde v roce 1891 založili pečovatelský domov pro osoby se zdravotním postižením, který zde funguje spolu s terapeutickým školícím střediskem dodnes.

## Galerie

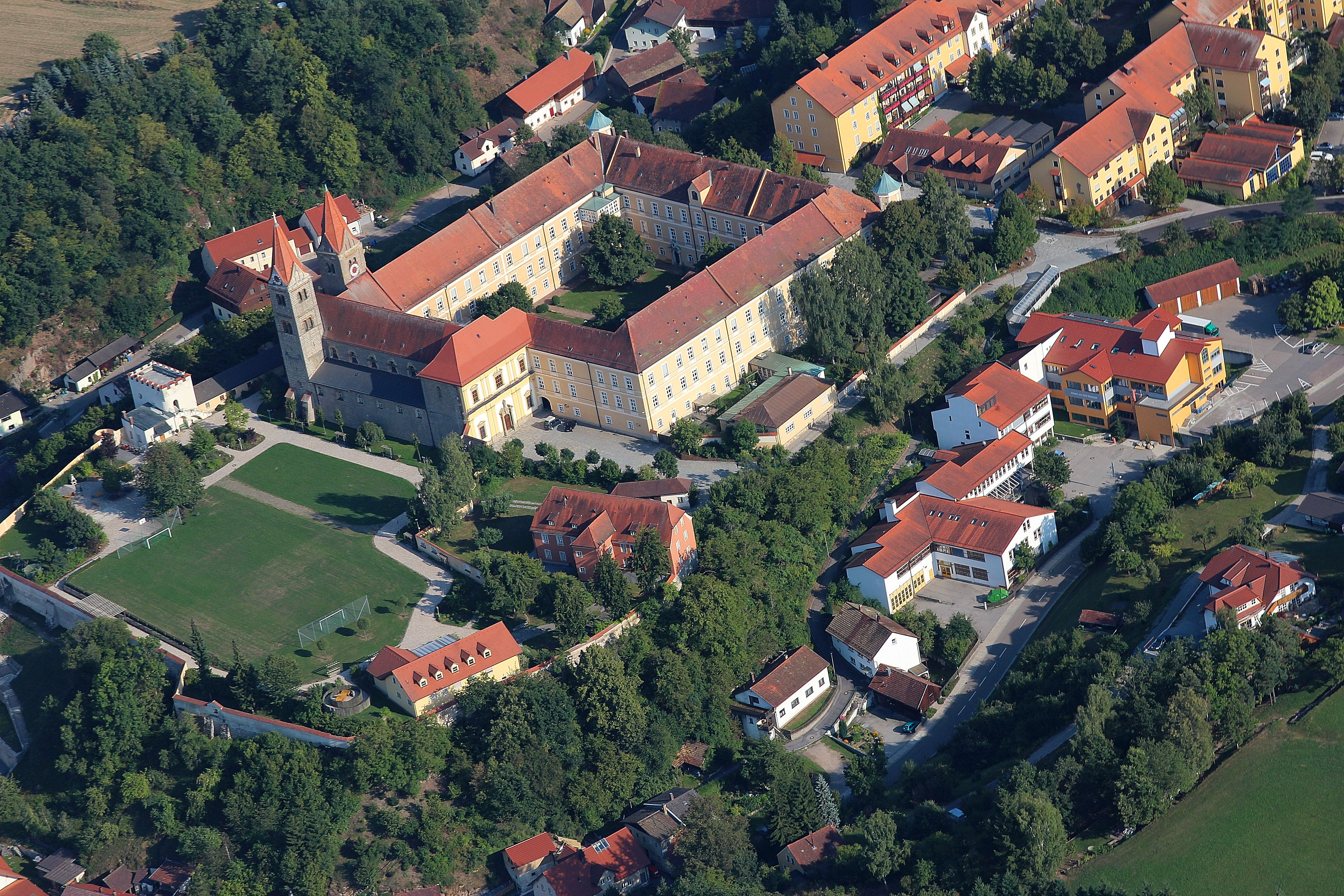
Letecký pohled
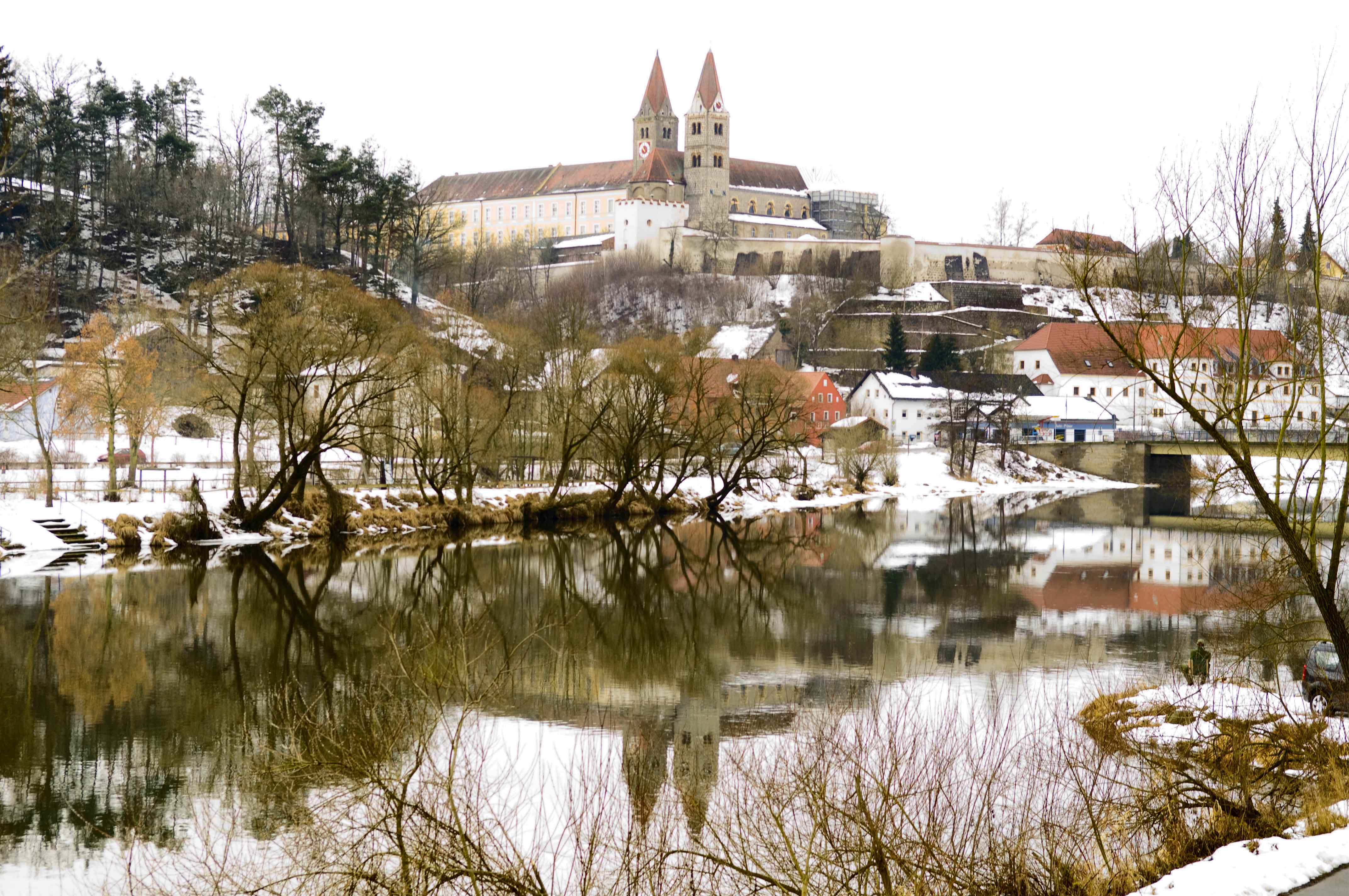
Pohled od řeky Řezné
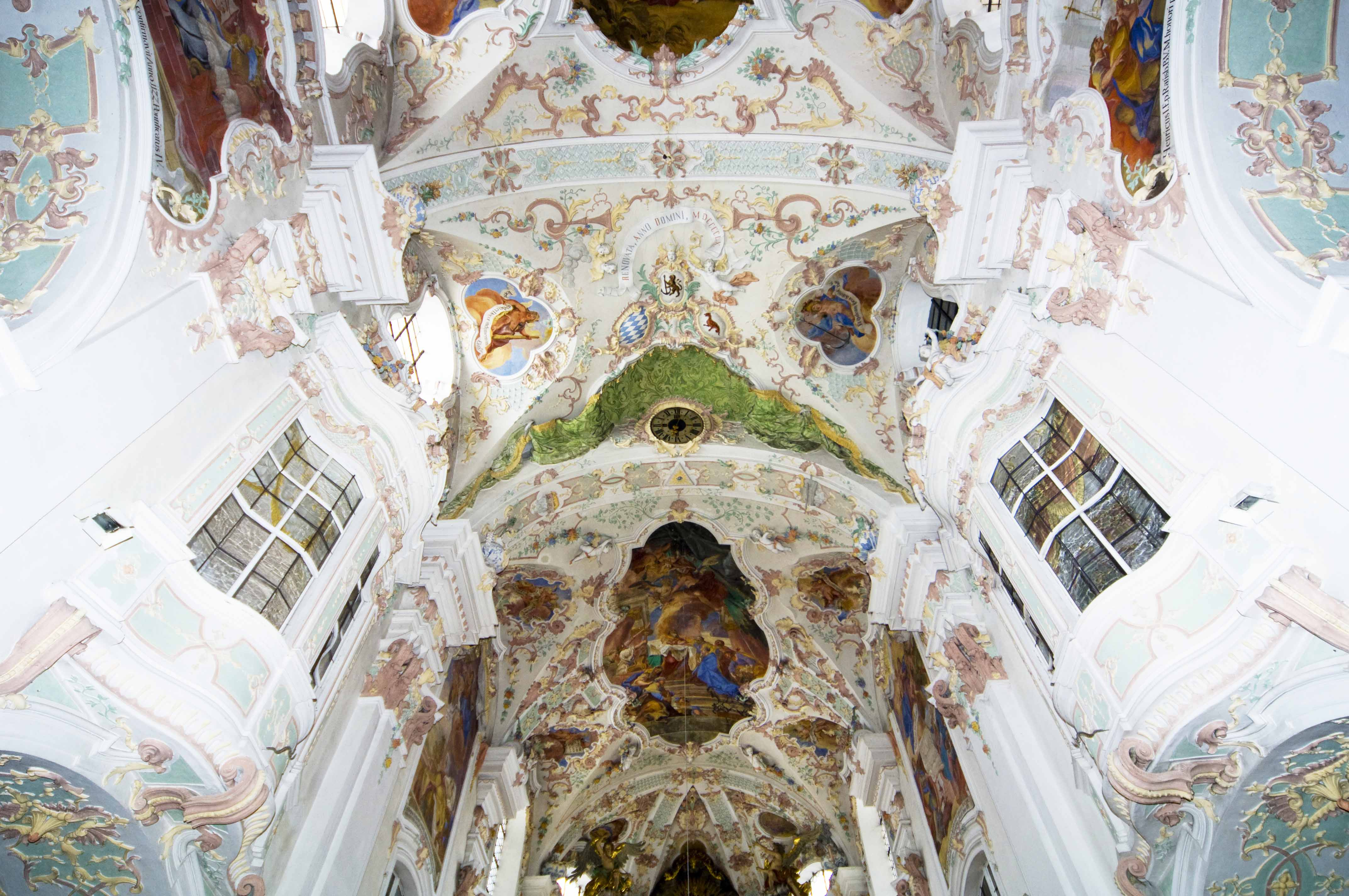
Barokní interiér kostela
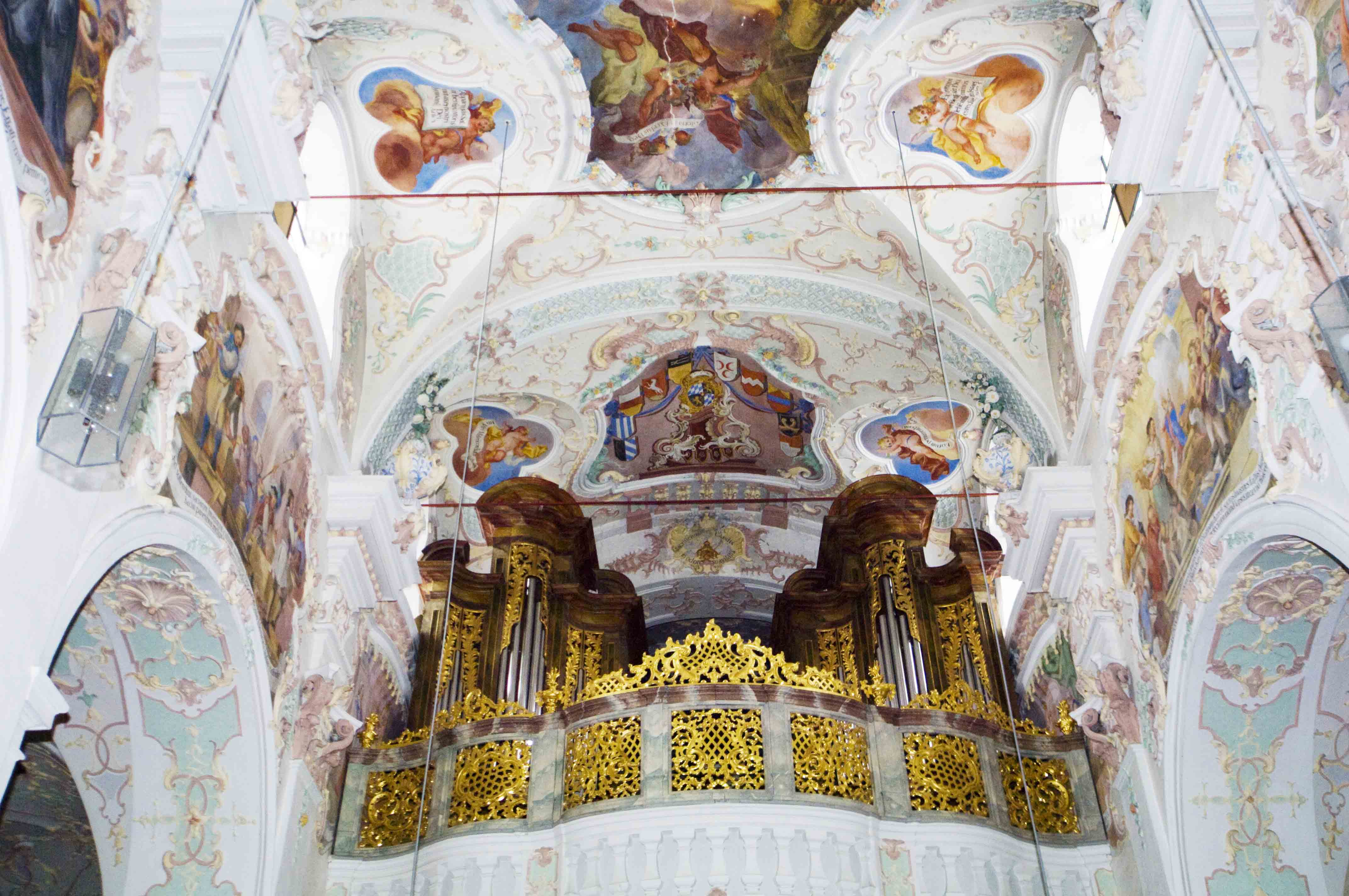
Barokní interiér a varhany
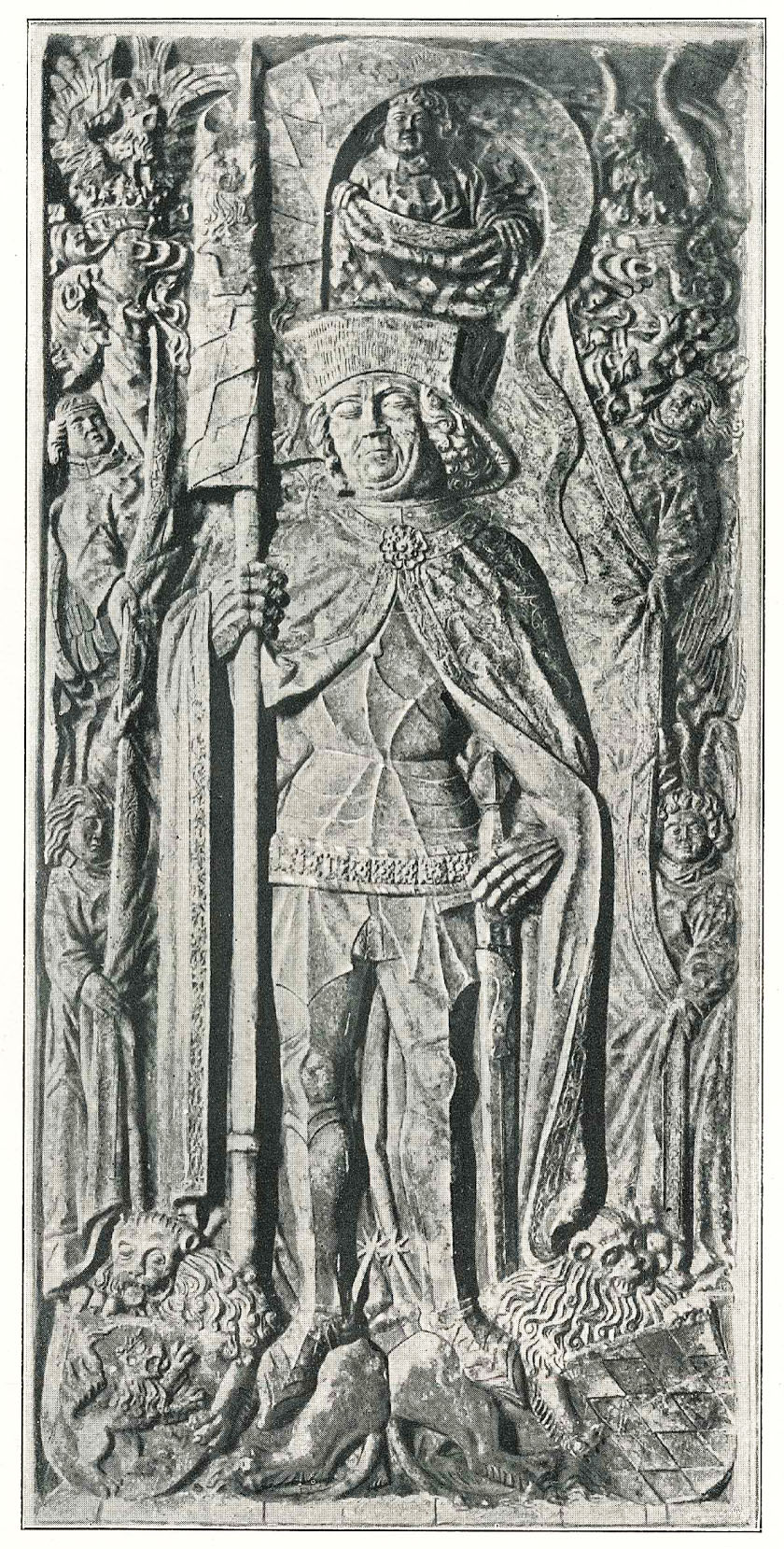
Náhrobek Oty Falcko-Mosbašského
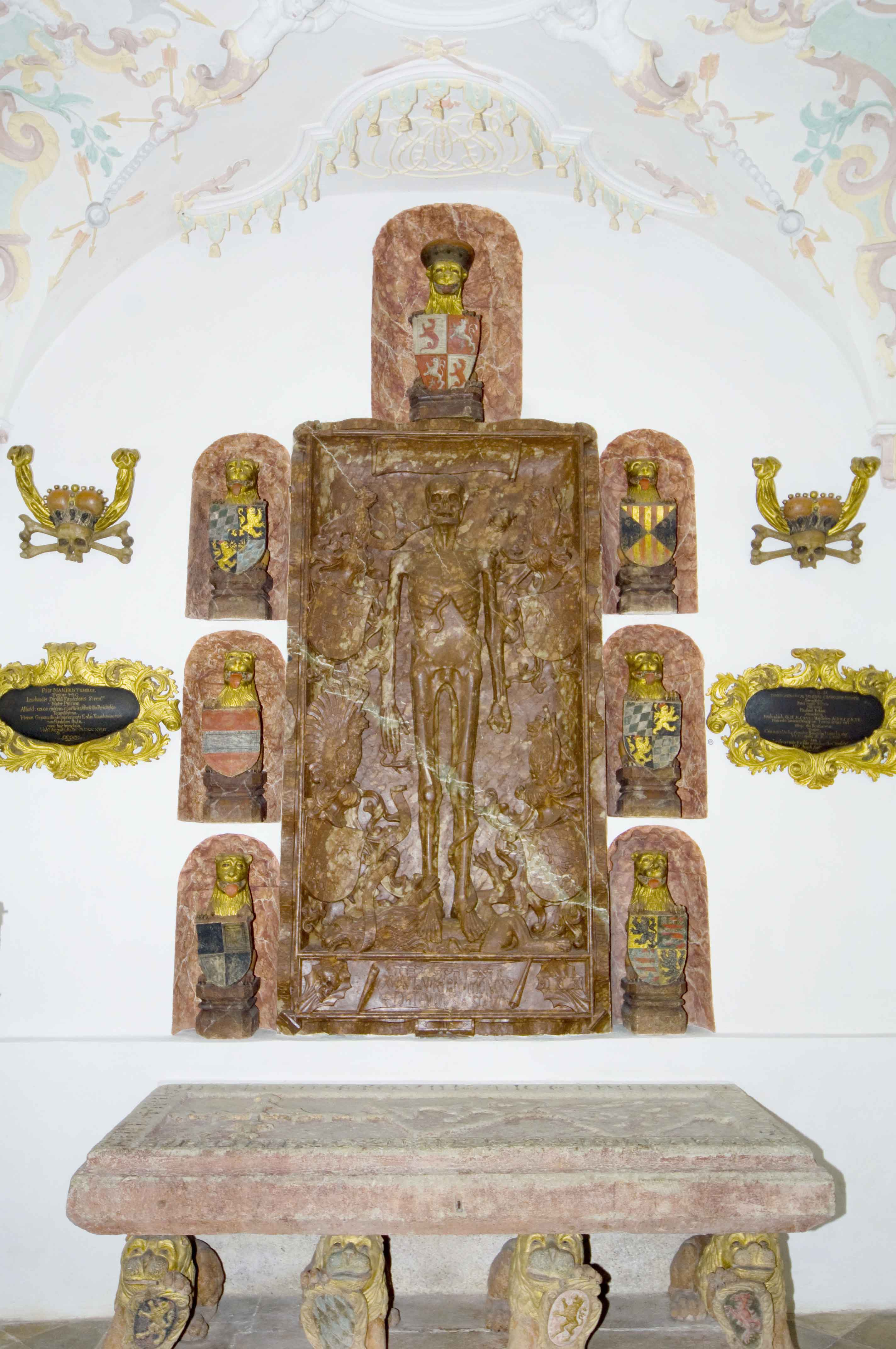
Boční oltář s epitafem Jana Falcko-Mosbašského